# Altstadt (Heidelberg)

Mapa da localização de Altstadt em Heidelberg

A Altstadt de Heidelberg é um distrito ao sul da margem do rio Neckar. Está localizada entre o rio e as fraldas do Königstuhl, abaixo do Castelo de Heidelberg. Foi estabelecida no século XIII e ampliada no século XIV, permanecendo até bem depois do século XIX única localização relacionada a referências sobre Heidelberg.

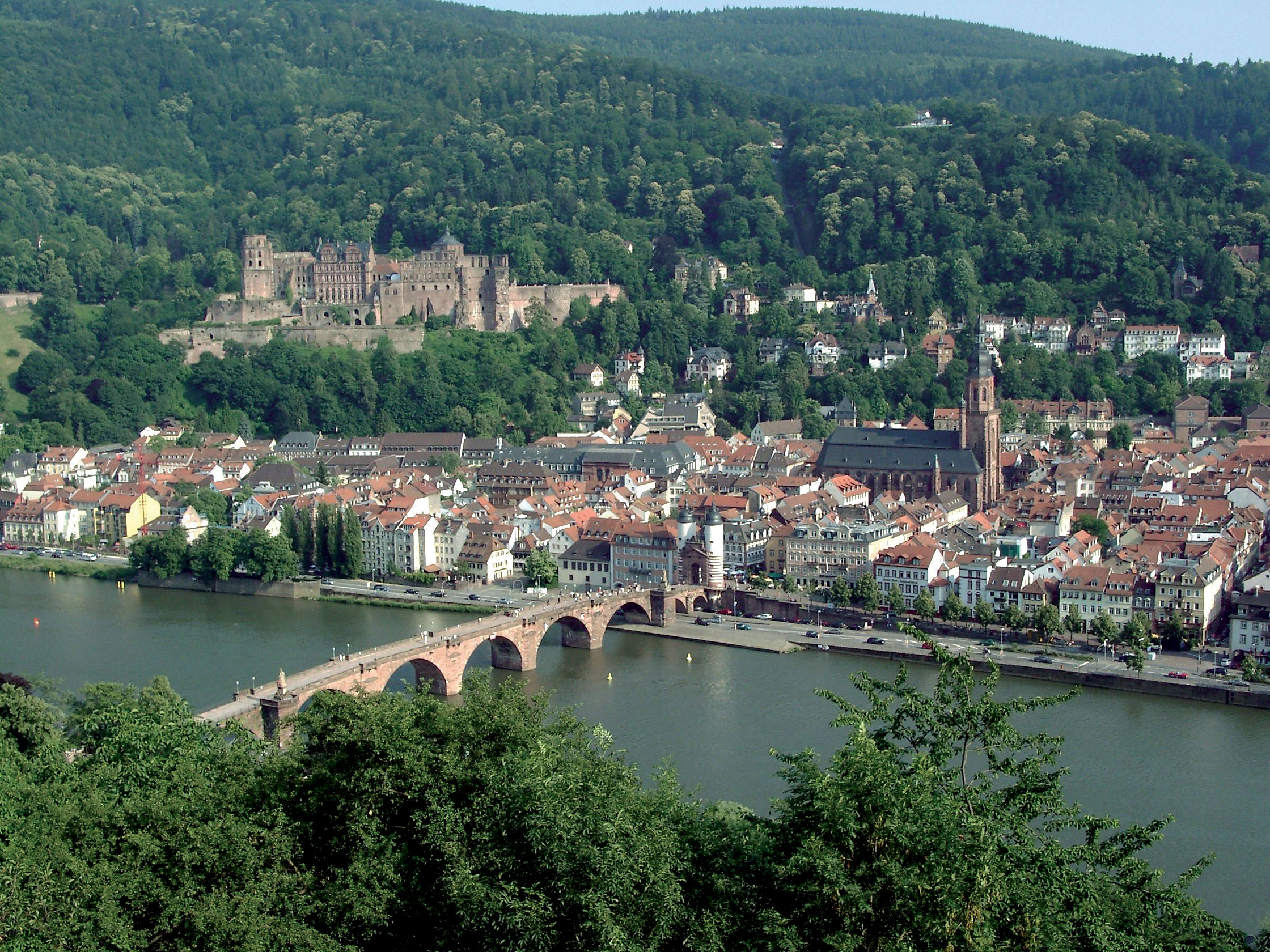
Altstadt e Castelo de Heidelberg, vista do Philosophenweg

Sua rua principal é a Hauptstraße.